# Liste der Biografien/Duy
Liste der Biografien |
Portal Biografien |
Personensuche
# |
A |
B |
C |
D |
E |
F |
G |
H |
I |
J |
K |
L |
M |
N |
O |
P |
Q |
R |
S |
T |
U |
V |
W |
X |
Y |
Z |
?
 
Da |
Db |
Dc |
Dd |
De |
Dg |
Dh |
Di |
Dj |
Dk |
Dl |
Dm |
Dn |
Do |
Dq |
Dr |
Ds |
Du |
Dv |
Dw |
Dy |
Dz
 
Dua |
Dub |
Duc |
Dud |
Due |
Duf |
Dug |
Duh |
Dui |
Duj |
Duk |
Dul |
Dum |
Dun |
Duo |
Dup |
Duq |
Dur |
Dus |
Dut |
Duu |
Duv |
Duw |
Dux |
Duy |
Duz
Die Liste der Biografien führt alle Personen auf, die in der deutschsprachigen Wikipedia einen Artikel haben. Dieses ist eine Teilliste mit 33 Einträgen von Personen, deren Namen mit den Buchstaben „Duy“ beginnt.

## Duy
- Duy Tân (1900–1945), vietnamesischer Kaiser, elfter Kaiser der Nguyễn-Dynastie (1907–1916)Duy Tân (1900–1945)

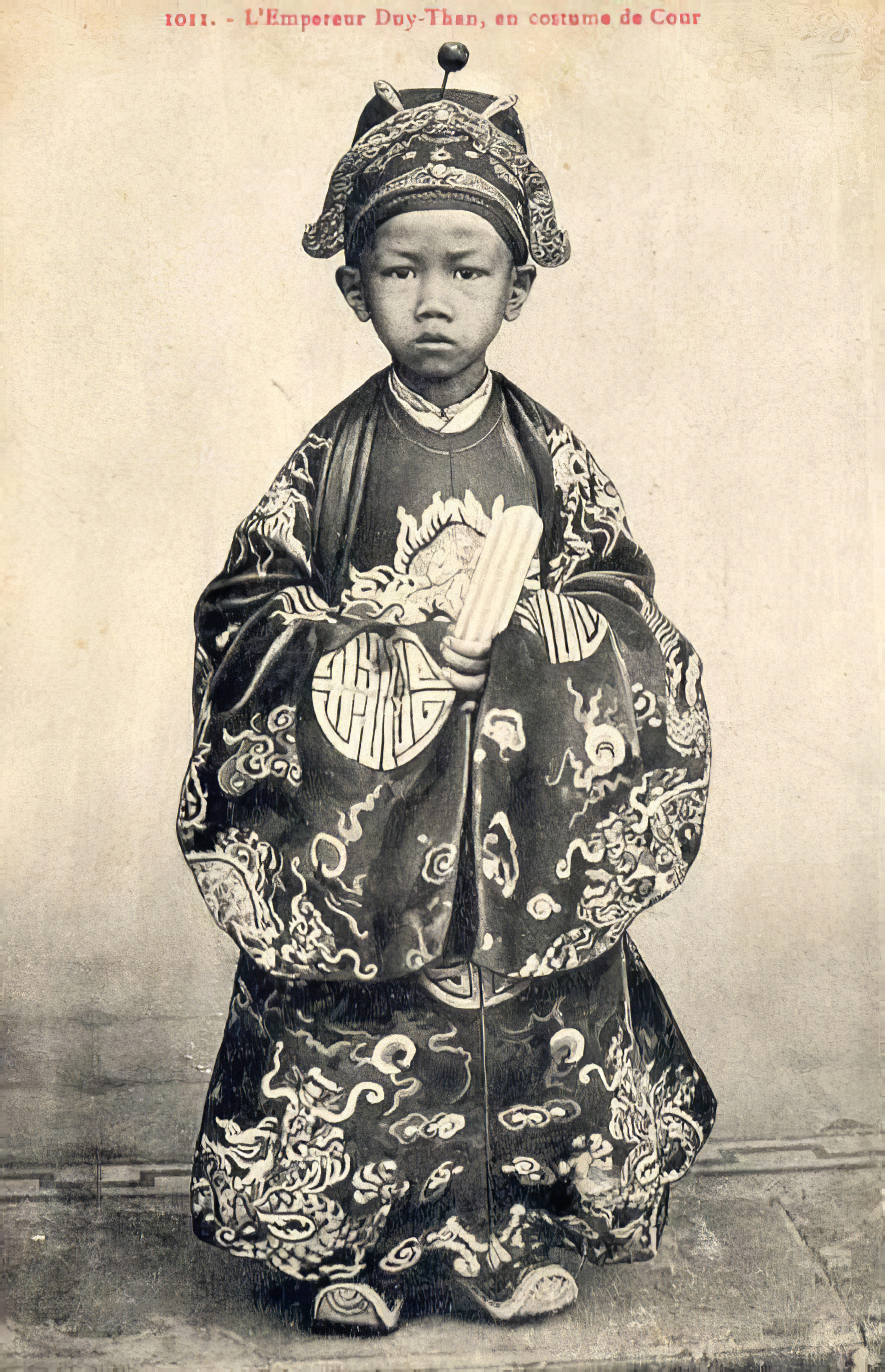
Duy Tân (1900–1945)

### Duya
- Duyar, Hülya (* 1970), deutsch-türkische Filmschauspielerin

### Duyc
- Duyck, Ann-Sophie (* 1987), belgische Radrennfahrerin
- Duyck, Anthonie († 1629), niederländischer Politiker, Ratspensionär (1621–1629)
- Duyck, Vinnie, US-amerikanischer Theater- und Filmschauspieler, Filmregisseur, Drehbuchautor, Filmeditor, Filmproduzent und Synchronsprecher
- Duycker, Adriaan (* 1946), niederländischer Radrennfahrer
- Duyckinck, Evert Augustus (1816–1878), US-amerikanischer Schriftsteller
- Duyckinck, George Long (1823–1863), US-amerikanischer Schriftsteller

### Duyf
- Düyffcke, Paul (1847–1910), deutscher Maler, Bildhauer, Medailleur und Zeichner

### Duyk
- Duyker, Edward (* 1955), australischer Schriftsteller
- Duykers, John (* 1944), US-amerikanischer Sänger

### Duym
- Duym, Jacob (* 1547), niederländischer Schriftsteller
- Duymaz, Alperen (* 1992), türkischer Schauspieler und Model
- Duymazer, Mehmet (* 1974), türkischer Fußballtorhüter
- Duymuş, Kürşat (* 1979), türkischer Fußballspieler

### Duyn
- Duyn, Huub (* 1984), niederländischer Radrennfahrer
- Duyn, Susanna Maria van der (1698–1780), niederländische Schauspielerin
- Duyn, Willem (1937–2004), niederländischer RocksängerWillem Duyn (1937–2004)

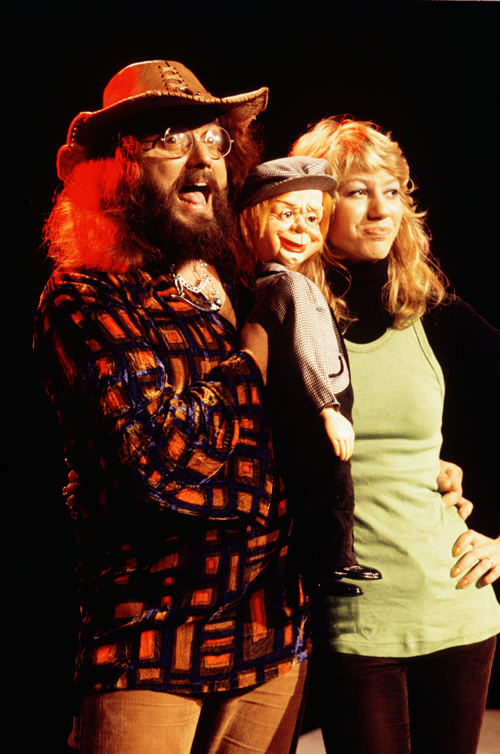
Willem Duyn (1937–2004)

- Duyndam, Leo (1948–1990), niederländischer Radrennfahrer
- Duynhoven, Martin van (* 1942), niederländischer Jazz-Schlagzeuger
- Duynstee, Anthony Ernst Mary (1920–2014), niederländischer Politiker

### Duys
- Duysen, Jes Leve (1820–1903), deutscher Klavierbauer
- Duysing, Bernhard Christian (1755–1823), deutscher Jurist
- Duysing, Ferdinand (1822–1885), deutscher Jurist
- Duysing, Heinrich Otto (1719–1781), deutscher evangelischer Theologe, Geistlicher und Hochschullehrer
- Duysing, Ludwig Emil August (1785–1861), deutscher Jurist
- Duysing, Wilhelm (1796–1855), deutscher Verwaltungsjurist und Politiker
- Duyst van Voorhout, Maria (1662–1754), niederländische Stifterin
- Duyster, Jeroen (* 1966), niederländischer Ruderer
- Duyster, Willem Cornelisz. († 1635), niederländischer Maler
- Duyster, Willemijn (* 1970), niederländische Hockeyspielerin

### Duyv
- Duyvendak, Jan J. L. (1889–1954), niederländischer Sinologe
- Duyvis, Debora (1886–1974), niederländische Grafikerin und Illustratorin